# 차고나라 전투
차고나라 전투(Battaglia di Zagonara)는 롬바르디아 전쟁 기간 1424년 7월 28일 차고나라 (Zagonara, 루고디로마냐)에서 베네치아 공화국과 밀라노 공작 필리포 마리아 비스콘티 사이에 벌어진 전투이다. 15세기 유명한 이탈리아의 콘도티에로들이 전투에 참여했다. 이 전투에서 사망한 유일한 콘도티에로는 로도비코 델리 오비치이며, 말에서 떨어져 진흙에 숨이 막혀 사망했다.
이 전투는 리미니의 영주 카를로 1세 말라테스타가 안젤로 델라 페르골라가 지휘하던 밀라노 용병 부대가 포위하던 차고나라의 병력 지휘관 알베리코 노벨로 다 바르비아노를 지원하면서 일어났다. 페르골라는 기병 4,000명, 보병 4,000명 가량의 병력을 지녔다. 말라테스타의 병력 (기병 8,000명 추정)은 포를리 포위를 포기하고 세코 다 몬타냐나 (Secco da Montagnana)가 지휘하던 밀라노군을 공격했다.
피렌체 기병대의 초기 공격은 곧 약해졌다. 몇 시간 전투가 흐른 후, 그들은 페르골라의 반격에 퇴각하였다. 말라테스타 본인은 기병 3,000명, 보병 2,000명과 함께 포로로 잡혔고, 성은 파괴되었다.

## 참고 자료
- Leardo Mascanzoni: "La battaglia di Zagonara" 보관됨 2011-07-20 - 웨이백 머신